# 1926 في سوريا
فيما يلي قوائم الأحداث التي وقعت خلال عام 1926 في سوريا.

## كتب
من الكتب التي صدرت هذه السنة في سوريا:
- 1 يناير – الأعلام للزركلي من تأليف خير الدين الزركلي.

## مواليد

### يناير
- 1 يناير – صلاح جديد سياسي سوري.
- 1 يناير – عبد الكريم النحلاوي عسكري سوري، وقائد انقلاب انفصال الجمهورية العربية المتحدة.
- 1 يناير – لؤي الأتاسي أول رئيس لسوريا بعد انقلاب البعث، في 8 آذار 1963.
- 1 يناير – مروان المحاسني رئيس مجمع اللغة العربية بدمشق.
- 1 يناير – يوسف شكور دبلوماسي سوري.

### مارس
- 15 مارس – ناجية ثامر كاتبة سورية.

## وفيات

### يناير
- 1 يناير – إلياس القدسي (مواليد 1850)